# Prunus ocellata
Prunus ocellata är en rosväxtart som beskrevs av Emil Bernhard Koehne. Prunus ocellata ingår i släktet prunusar, och familjen rosväxter. Inga underarter finns listade i Catalogue of Life.